# Amphibole
Les amphiboles sont une famille de minéraux, silicates de fer, de calcium ou de magnésium. Elles cristallisent dans les systèmes orthorhombique et monoclinique en prismes très allongés, avec un clivage typique selon les faces du prisme. Elles appartiennent au groupe des inosilicates.
Selon la fiche toxicologique Amiante de l'INRS, le groupe des amphiboles inclut cinq variétés minérales très proches de l'amiante : 
- la crocidolite (amiante bleu) de formule Na2(Fe,Mg)3FeIII2Si8O22(OH)2, l'homologue asbestiforme de la riébeckite ;
- l'amosite (amiante brun) de formule (Mg,Fe)7Si8O22(OH)2, l'homologue asbestiforme de la grunérite ;
- la trémolite-amiante Ca2Mg5Si8O22(OH)2, l'homologue asbestiforme de la trémolite ;
- l'actinolite-amiante Ca2(Mg,Fe)5Si8O22(OH)2, l'homologue asbestiforme de l'actinote ;
- l'anthophyllite-amiante (Mg,Fe)7Si8O22(OH)2, l'homologue asbestiforme de l'anthophyllite.

Parmi celles-ci, seules l'amosite et la crocidolite ont été industriellement exploitées pour produire des fibres (en Afrique du Sud, et elles comptent pour moins de 5 % de la production mondiale d’amiante-fibre), mais ces roches ont parfois pu être valorisées en gravier, par exemple pour produire des routes, où le matériau peut alors se déliter et générer des fibres (dites « fragments de clivage ») dont la forme et les caractéristiques évoquent celles de l'amiante (et dont la toxicité commence seulement à être étudiée), sachant que chaque variété d'amiante réglementaire possède aussi « au moins un homologue non asbestiforme dont la composition chimique est identique ».

## Inventeur
René Just Haüy a forgé ce mot en 1797 à partir du grec ancien ἀμφίβολος / amphíbolos, « à double sens, ambigu, équivoque » .

## Gîtologie

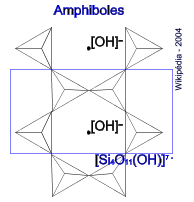
Motif cristallin élémentaire des amphiboles

Très largement répandues dans la nature, elles sont généralement de couleur sombre, mais peuvent varier du blanc au noir. En général, ce sont des minéraux durs et lourds. Ils entrent en partie dans la constitution des roches magmatiques et métamorphiques.
Certaines roches appelées amphibolites sont constituées presque entièrement d'amphiboles.
Les amphiboles sont caractérisées par l'anion [Si4O11(OH)]7 - et en particulier par la présence d'eau. En effet ce sont des minéraux hydratés contrairement aux pyroxènes. On peut distinguer macroscopiquement les amphiboles grâce à leurs clivages à 120°, contrairement aux pyroxènes qui ont un clivage à 90°.
Parmi les différentes variétés d'amphiboles, on distingue les amphiboles ferromagnésiennes, les amphiboles calciques et les amphiboles sodiques.

## Amphiboles ferromagnésiennes

### Orthorhombiques
- anthophyllite, riche en magnésium et fer.
- gédrite, riche en aluminium, de structure fibreuse, découverte à Gèdre, dans l'Ardèche et dans le Rhône.
- holmquistite, riche en lithium

### Monocliniques
- cummingtonite, riche en fer et en magnésium, découverte à Cummington aux États-Unis, dans des massifs alpins et préalpins, accompagnée de grenats, de magnétite et de quartz.
- grunérite, riche en fer, de couleur vert sombre, découverte par le chimiste français L.E. Gruener.

## Amphiboles calciquesmonocliniques
Elles contiennent du magnésium, du fer et du calcium.
- actinote, riche en fer, de couleur vert clair à vert foncé, cristaux à structure aciculaire (en forme d'aiguille), se trouve dans les calcaires modifiés au contact des roches éruptives, découverte dans toute la chaîne alpine de l'Europe.
  - néphrite, de couleur gris-blanc au vert soutenu ; c'est une des deux formes de jade (l'autre étant la jadéite, un pyroxène) ;
  - byssolite, une variété à structure fibreuse ;

- trémolite ou amiante d'amphibole, riche en magnésium, de couleur blanche, découverte dans le Val de Trémola, en Suisse. Elle se trouve dans les calcaires modifiés au contact des roches éruptives. En France on la trouve dans l'Ariège, dans la Haute-Garonne, en Isère, à Arnave, à Chamonix, à Tarascon et à Trimouns.
- hornblende, riche en fer, de couleur presque noire, découverte en Allemagne.
  - pargasite, magnésium et fer, découverte à Pargas en Finlande.
  - kaersutite, riche en titane, découverte à Kaersut au Groenland.

## Amphiboles sodiquesmonocliniques

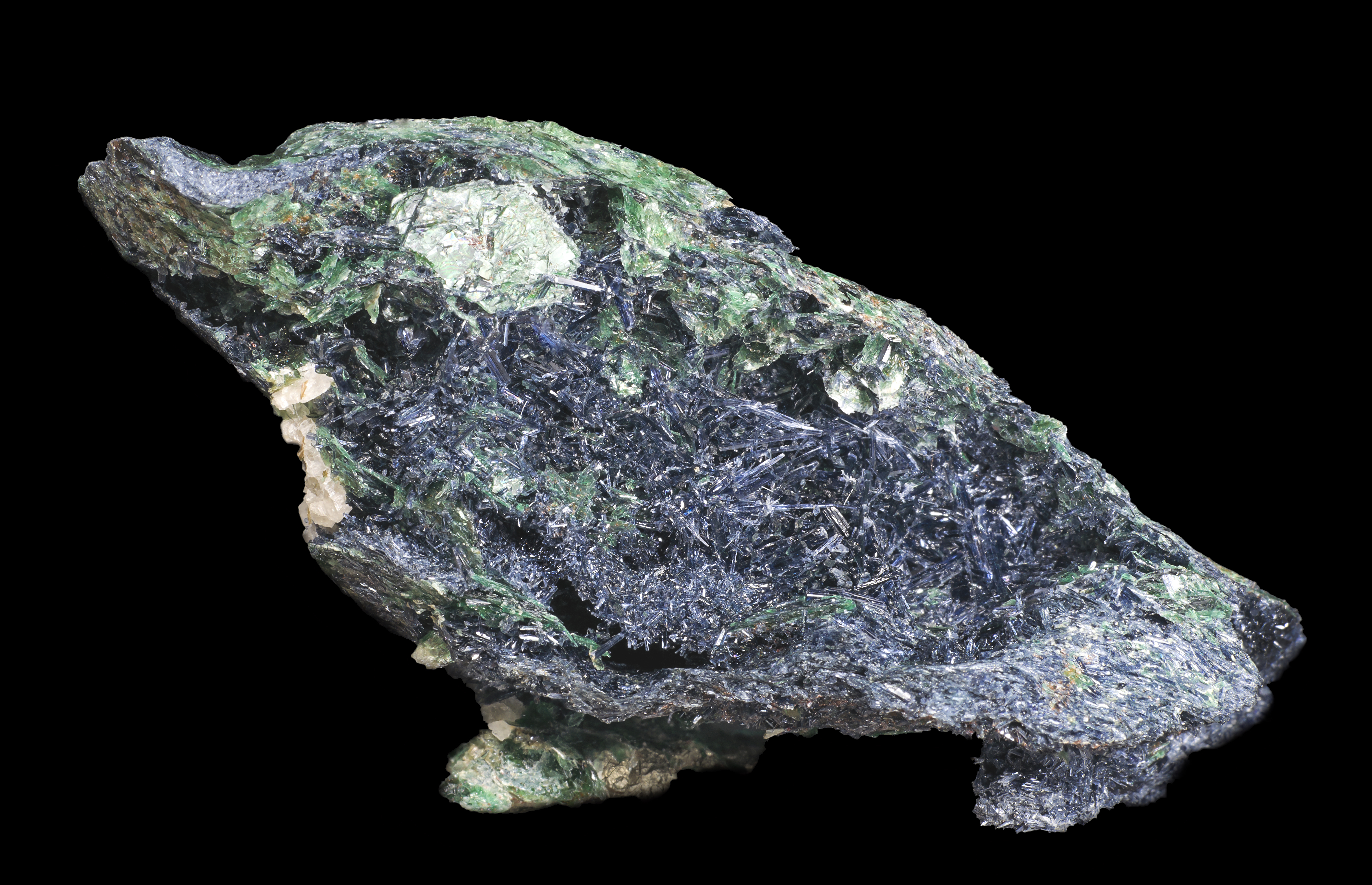
Glaucophane

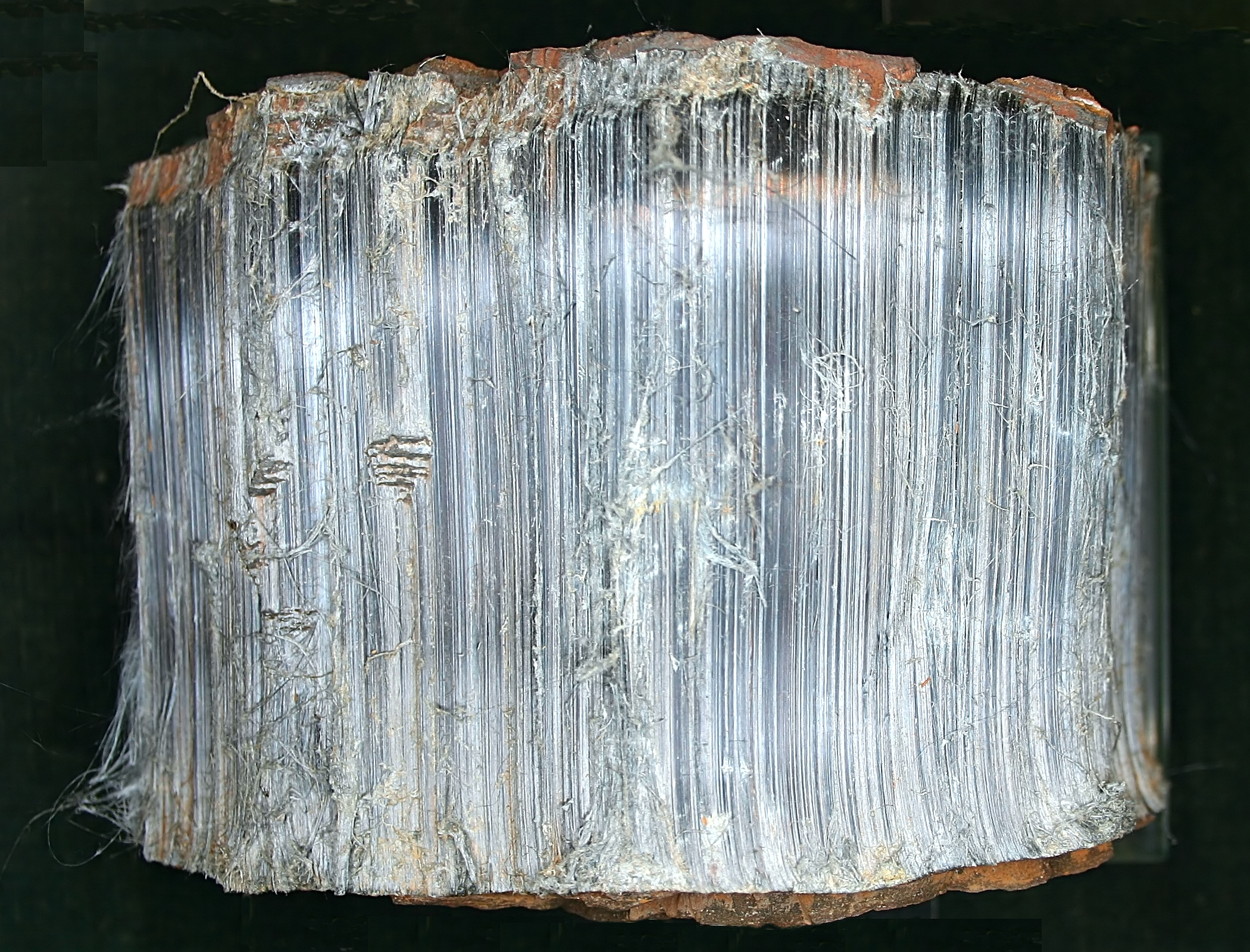
Crocidolite, variété de riébeckite

Elles contiennent du sodium mais pas de calcium ; groupe d'espace C 2/m 2/m.
- Glaucophane Na2(Mg,Fe)3Al2Si8O22(OH)2
- Ferroglaucophane Na2(Fe3Al2)Si8O22(OH)2
- Crossite Na2(Mg,Fe)3(Al,Fe)2Si8O22(OH)2
- Magnésioriébeckite Na2[(Mg,Fe)3Fe2]Si8O22(OH)2
- Riébeckite Na2(Fe2+,Mg2+)3Fe3+2Si8O22OH2
- Eckermannite NaNa2(Mg4Al)Si8O22(OH)2
- Ferro-eckermannite NaNa2(Fe4Al)Si8O22(OH)2
- Magnesio-arfvedsonite NaNa2(Mg4Fe)Si8O22(OH)2
- Arfvedsonite NaNa2(Fe4Fe)Si8O22(OH)2
- Fluoro-magnesio-arfvedsonite NaNa2(Mg,Fe)4Fe[Si8O22](F,OH)2
- Potassicarfvedsonite KNa2(Fe4Fe)Si8O22(OH)2
- Kozulite NaNa2Mn4(Fe,Al)Si8O22(OH)2
- Nyböite NaNa2(Mg3Al2)Si7AlO22(OH)2
- Ferronyböite NaNa2(Fe)3Al2(Si7Al)O22(OH)2
- Ferric-ferronyböite NaNa2(Fe)3(Fe)2(Si7Al)O22(OH)2
- Fluoronyböite NaNa2(Al2Mg3)(Si7Al)O22(F,OH)2
- Leakeite NaNa2(Mg2Fe2Li)Si8O22(OH)2
- Ferroleakeite NaNa2(Fe)3(Fe)2Li(Si8O22)(OH)2
- Potassicleakeite KNa2Mg2Fe2LiSi8O22(OH)2
- Kornite Na(CaNa)Fe4(Al,Fe)Si7AlO22(OH)2
- Ungarettiite NaNa2(Mn2Mn3)Si8O22O2
- Fluoro-ferroleakeite NaNa2(Fe2Fe2Li)Si8O22F2
- Obertiite NaNa2(Mg3FeTi)Si8O22(O,F,OH)2
- Dellaventuraïte NaNa2(Mg2,Mn,Li,Ti)Si8O22O2

## Utilisations
Le nom d'amiante (ou asbeste) est donné aux variétés fibreuses d'amphiboles et d'antigorite. Les amphiboles asbestiformes (ou fibreuses) ont ainsi servi à la fabrication d'isolants thermiques ou de vêtements résistants au feu, à la protection de câbles électriques, au flocage protecteur de poutrelles métalliques.

## Toxicité et analyses de risques
D'usage interdit du fait de leur toxicité, ces minéraux contiennent notamment toutes les sortes d'amiantes (tels que l'amiante bleu ou crocidolite, l'amiante brun ou amosite, la trémolite, l'actinolite, l'anthophyllite) et d'autres minéraux dont des études récentes laissent penser qu'ils peuvent dans certaines conditions aussi produire des fibres dangereuses pour l'Homme et d'autres organismes lorsqu'elles sont inhalées et/ou ingérées.
Il est désormais obligatoire de rechercher l'amiante chrysotile dans les couches routières (ou de parkings, etc.) qui doivent être rénovées ou détruites. Lors de ces analyses les laboratoires détectent aussi dans les enrobés des quantités significatives d'actinolite qui n'y ont a priori pas été ajoutés intentionnellement et qui ne viennent pas des hydrocarbures (goudron) utilisés comme liant. Cet actinolite est un minéral naturellement présent dans certaines roches exploitées pour la production d'enrobé routier. Un problème est que ses "fragments de clivage" sont potentiellement aussi toxiques que l'amiante, et qu'ils se situent dans un vide juridique ; en effet la réglementation européenne désigne comme "amiante" six minéraux naturels : une serpentine, le chrysotile, et cinq amphiboles, l'actinolite-amiante, l’anthophyllite-amiante, la trémolite-amiante, l’amosite et la crocidolite… Ces 5 derniers amphiboles dans la nature peuvent être de morphologies "asbestiformes" (fibreuse et alors reconnue comme dangereuse) ou non. Cette réglementation n'a visé que les morphologies asbestiformes (fibreuses) des cinq amphiboles cités ci-dessus. Mais il a depuis été démontré que les contraintes mécaniques appliquées aux roches riches en actinolite (ou à des amphiboles non-asbestiformes homologues des amphiboles réglementées) peuvent cliver le matériau qui produit alors des particules plus ou moins longues et fibreuses dites « fragments de clivage », qui présentent toutes les caractéristiques (pathogènes et réglementées) des fibres d'amiante. En 2014 les effets des formes asbestiformes des cinq amphiboles réglementaires sur la santé étaient bien connus, mais des incertitudes persistaient sur la toxicité des "fragments de clivage" d'actinolite (et d'autres minéraux pourraient aussi être concernés : anthophyllite, trémolite, grunérite et riébeckite). En outre les méthodes analytiques utilisées en routine ne permettent pas encore de différencier de façon simple et économique les fragments de clivage des fibres asbestiformes dans un échantillon (le maclage, et la netteté de la diffraction de la lumière en bordure d’objet sont deux paramètres pouvant aider à différencier un fragment de clivage d'une fibre d'amiante ou asbestiforme).
En France les autorités environnementales régionales ont fait remonter la découverte fréquente de fibres d’amiante actinolite dans les granulats d’enrobés routiers, ainsi que de « fragments de clivage » qui s'ajoutent donc au chrysotile qui a été utilisé volontairement pour consolider les enrobés routiers dans les années 1975-1995 (à hauteur de 1 % en masse des enrobés). L'Anses s'est donc vu confier en 2014 par la Direction générale du travail (DGT), la Direction générale de la prévention des risques (DGPR) et la Direction générale de la Santé (DGS) une étude d'expertise sur les " Effets sanitaires et identification des fragments de clivage d’amphiboles issus des matériaux de carrière". L'étude s'est limitée aux expositions professionnelles pour ce qui concerne l'exposition aux fragments de clivage provenant des minéraux cités ci-dessous. Elle s'est aussi limitée aux prélèvements et analyses de fibres faits dans les matériaux et dans l'air (et non dans l'eau, les boisson ou les aliments). En 2014 l'Anses a créé un groupe de travail « Fragments de clivage » au sein de son comité d’experts spécialisé (CES) « Évaluation des risques liés aux milieux aériens » et lui a confié cette étude, et s'est appuyé sur une expertise antérieure faite sur les fibres minérales courtes.
De 2008 à 2014, seules trois études, réalisées par McConnell en 2008 ; Mossman en 2008 et Williams et al. en 2013 avaient porté (in vitro ou in vivo) sur la toxicologiques de fragments de clivage (de trémolite et de ferroactinolite, en fibres d'une morphologie comparable à celle de l'amiante et répondant à la définition d’une fibre de l'OMS (Davis et al. 1991  ; Cyphert et al . 2012  ; Kodavanti et al. 2014 ). Ces 3 études avaient toutes conclu que des échantillons « majoritairement de fragments de clivage » induisent des mésothéliomes chez le rat de laboratoire lors d’injections intra-péritonéales et peuvent induire une réaction inflammatoire chez le rat lors d’injections intra-trachéales. Des études qui avaient comparé la toxicité relative des amphiboles de Libby (mélange de fragments de clivage et de fibres asbestiformes, selon les analyses métrologiques) à des échantillons de fibres d’amiante laissaient penser que ces amphiboles étaient moins toxiques, mais quand ces données ont été rapportées à la quantité de particules injectées ou ajustées aux dimensions de ces fibres, les différences de toxicité n'étaient plus significatives. L'Anses notait en 2015 que la littérature scientifique manquait encore totalement de données et références en termes d'exposition aux "fragments de clivage", mais aussi de données sur les paramètres qui modulent la toxicité de ces fibres moins bien connues que l'amiante en termes par exemple de biopersistance, de contaminants adsorbés (potentiellement nombreux en contexte de pollution routière, de réactivité de surface, etc.) En France de premières mesures d’exposition en carrière et sur les chantiers routiers étaient encore balbutiantes ou en cours d'évaluation en 2015 et faites avec des méthodes ne distinguant pas les fragments de clivage des fibres naturellement asbestiformes. Un doute persiste car un fragment de clivage est généralement à longueur égale plus épais qu'une fibre asbestiforme, avec un rapport d’allongement inférieur, ce qui le rendrait peut-être moins cancérigène ou toxique.
En 2015 l'Anses a conclu qu'au vu des données épidémiologiques disponibles :
« - En l’état actuel des connaissances sur les effets sanitaires, les fragments de clivage des amphiboles non-asbestiformes d’actinolite, d’anthophyllite, de trémolite, de grunérite et de riébeckite répondant aux critères dimensionnels des fibres « OMS » (L > 5 μm ; D < 3 μm et L /D > 3) ne doivent pas être distingués de leurs homologues asbestiformes (actinolite-amiante, anthophyllite-amiante, trémolite-amiante amosite et crocidolite) ; - Des effets sanitaires similaires à ceux de l’amiante sont démontrés pour d’autres PMA calciques et calco-sodiques, présentes sous forme de mélange de particules asbestiformes et non asbestiformes : la fluoro-édénite, classée agent cancérogène pour l’Homme par le CIRC en novembre 2014 (groupe I) et la winchite et la richtérite, constituants majoritaires des amphiboles de Libby, classées cancérogènes pour l’Homme par l’US EPA en décembre 2014 ; - Il n’existe actuellement pas de données spécifiques sur les effets sanitaires pour les autres PMA calciques et calco-sodiques ; - Il n’y a pas lieu de faire la distinction entre les fragments de clivage répondant aux critères dimensionnels des fibres « OMS » (L > 5 μm ; D < 3 μm et L/D > 3) et les fibres asbestiformes des PMA calciques et calco-sodiques, en particulier en raison des incertitudes et des difficultés liées à leur caractérisation et à leur différenciation par les méthodes d’analyse utilisées en routine. » .